# Russische und sowjetische Kriegsgräberstätten im Kreis Herzogtum Lauenburg
Im Kreis Herzogtum Lauenburg gibt es in 13 Orten russische und sowjetische Kriegsgräberstätten aus beiden Weltkriegen. Diese Gräber liegen sehr oft am äußersten Rand eines Friedhofs und sind schwer zu finden. Das Gräbergesetz in Deutschland garantiert die Unverletzlichkeit dieser Gräber. Deshalb sind sie manchmal auch als Einzelgrabanlage auf ansonsten abgeräumten Gräberfeldern zu finden. Die Kosten für die Grabpflege übernimmt die Bundesrepublik.

## Liste
| Bild                 | Ort        | Lage   | Adresse                                                                            | Weblink Anm. 1 |
| -------------------- | ---------- | ------ | ---------------------------------------------------------------------------------- | --- |
|                      | Büchen     | (Lage) | Alter Friedhof, Kirchenstraße (Grabanlage)                                         | Grab eines sowjetischen Opfers des Zweiten Weltkriegs.                                                                    |
|                      | Geesthacht | (Lage) | Waldfriedhof, Berliner Straße (Grabanlage)                                         | Grabstätte für 45 sowjetische Zwangsarbeiter, die zu einem Großteil aus dem Baltikum stammen.                             |
|                      | Geesthacht | (Lage) | Alter Friedhof, Berliner Straße (Grabanlage)                                       | Grabstätte für sechs sowjetische Opfer des Zweiten Weltkriegs.                                                            |
|                      | Hamwarde   | (Lage) | Gemeindefriedhof, Fahlenkamp (Grabanlage)                                          | Grab eines sowjetischen Opfers des Zweiten Weltkriegs.                                                                    |
|                      | Lauenburg  | (Lage) | Ehrenfriedhof, Glüsinger Weg/Schusterweg (Grabanlage)                              | Grabstätte für etwa 400 Zwangsarbeiter und Kriegsgefangene verschiedener Nationalität, darunter auch aus der Sowjetunion. |
|                      | Lauenburg  | (Lage) | Gemeindefriedhof, Lütauer Chaussee (Grabanlage)                                    | Grabstätte für sechs sowjetische Opfer des Zweiten Weltkriegs.                                                            |
| Alter Friedhof Mölln | Mölln      | (Lage) | Evangelischer Friedhof, Hindenburgstraße (Grabanlage)                              | Grabstätte für 70 sowjetische Kriegsgefangene.                                                                            |
|                      | Ratzeburg  | (Lage) | Ehrenfriedhof St. Georg auf dem Berge, Wedenberg (Kriegsgräberstätte 1. Weltkrieg) | Grabstätte für zwei russische Kriegsgefangene des Ersten Weltkriegs.                                                      |
|                      | Ratzeburg  | (Lage) | Ehrenfriedhof St. Georg auf dem Berge, Wedenberg (Grabanlage)                      | Grab eines sowjetischen Opfers des Zweiten Weltkriegs.                                                                    |
|                      | Ratzeburg  | (Lage) | Evangelischer Friedhof, Seedorfer Straße (Grabanlage)                              | Grabstätte für drei sowjetische Opfer des Zweiten Weltkriegs auf dem so genannten Flüchtlingsgräberfeld.                  |
|                      | Ratzeburg  | (Lage) | Katholischer Friedhof, Salemer Weg (Grabanlage)                                    | Grab eines sowjetischen Kriegsgefangenen.                                                                                 |
|                      | Sahms      | (Lage) | Evangelischer Friedhof, An der Kirche (Grabanlage)                                 | Grab eines sowjetischen Opfers des Zweiten Weltkriegs.                                                                    |
|                      | Seedorf    | (Lage) | Gemeindefriedhof, Schloßstraße (Grabanlage)                                        | Grabstätte für drei sowjetische Opfer des Zweiten Weltkriegs.                                                             |
|                      | Sterley    |        | Kirchfriedhof Ortsmitte                                                            | Grabstätte von Mjatscheslaw Marinowitsch (1923–1945)                                                                      |